# Arubaische Fußballnationalmannschaft
Die arubaische Fußballnationalmannschaft ist die Fußballnationalmannschaft der niederländischen Insel und Teilstaat Aruba in der Karibik und eine der drei von der FIFA anerkannten Fußballnationalmannschaften des Königreiches der Niederlande. Sie gehört zur nord- und mittelamerikanischen Konföderation CONCACAF. Sie zählt zu den schwächsten Teams des Kontinentalverbandes CONCACAF sowie auch des Weltverbandes FIFA. Bisher ist es der Mannschaft noch nicht gelungen, sich für den CONCACAF Gold Cup oder die Fußball-Weltmeisterschaft zu qualifizieren.

## Turniere

### Weltmeisterschaft
- 1930 bis 1994 – nicht teilgenommen
- 1998 – Aruba nahm erstmals an der Qualifikation für die Fußball-Weltmeisterschaft 1998 in Frankreich teil. Im Jahr 1996 fanden beide Erstrundenspiele gegen die Dominikanische Republik statt. Beide Partien gingen knapp mit 2:3 und 1:3 verloren, was das vorzeitige Ausscheiden Arubas zur Folge hatte.
- 2002 – Bei der Qualifikation zur Fußball-Weltmeisterschaft 2002 konnte Aruba die zweite Runde der CONCACAF-Zone erreichen. Zunächst besiegte die Mannschaft in zwei Partien Puerto Rico mit 4:2 und 2:2, doch die zweite Runde bedeutete das Aus. Gegen die Barbadische Fußballnationalmannschaft verlor man in zwei Partien mit 1:3 und 0:4.
- 2006 – Die WM 2006 war für Aruba ebenfalls nicht zu erreichen. Schon in der ersten Runde schied man gegen Suriname deutlich aus (Hinspiel 1:2, Rückspiel 1:8).
- 2010 – Im Rahmen der Qualifikation zur Fußball-Weltmeisterschaft 2010 in Südafrika traf das Team in der ersten Runde der CONCACAF-Zone auf die Nationalmannschaft von Antigua und Barbuda. Das Hinspiel verlor Aruba in Oranjestad (Aruba) am 6. Februar 2008 mit 0:3, das Rückspiel in St. John’s (Antigua und Barbuda) am 26. März 2008 endete 0:1 aus der Sicht Arubas. Damit war Aruba ausgeschieden.
- 2014 – In der Qualifikation zur WM 2014 in Brasilien traf man in der 1. Runde auf St. Lucia und schied nach einem 4:2-Sieg im Hinspiel mit 4:5 im Elfmeterschießen aus.
- 2018 – In der Qualifikation zur WM 2018 in Russland traf die Mannschaft in der zweiten Runde im Juni 2015 auf Barbados und erreichte am grünen Tisch die nächste Runde. Nach einer 0:2-Niederlage im Hinspiel ging auch das Rückspiel mit 0:1 verloren; da Barbados jedoch einen gelbgesperrten Spieler einsetzte, wurde es mit 3:0 für Aruba gewertet. In der 3. Runde traf man auf St. Vincent und die Grenadinen und schied mit 0:2 und 2:1 aus.
- 2022 –  In der Qualifikation traf die Mannschaft in der ersten Runde auf Kanada, Surinam, Bermuda sowie auf die Kaimaninseln. Nach einem Sieg und drei Niederlagen schied die Mannschaft aus.
- 2026 – In der Qualifikation zur WM 2026 in Kanada, Mexiko und den USA traf die Mannschaft in der zweiten Runde im Juni 2024 und Juni 2025 auf Curaçao, Haiti, St. Lucia und auf Barbados. Nach zwei Remis und zwei Niederlagen wurde als Gruppenvierter die dritte Runde verpasst.

### CONCACAF Gold Cup
- 1991 – nicht teilgenommen
- 1993 – zurückgezogen
- 1996 bis 2003 – nicht qualifiziert
- 2005 – zurückgezogen
- 2007 – nicht teilgenommen
- 2009 – nicht qualifiziert
- 2011 – nicht teilgenommen
- 2013 bis 2025 – nicht qualifiziert

### Karibikmeisterschaft
- 1989 – nicht qualifiziert
- 1990 – nicht teilgenommen
- 1991 bis 1992 – nicht qualifiziert
- 1993 – Zurückgezogen
- 1994 – nicht teilgenommen
- 1995 – nicht qualifiziert
- 1996 – nicht teilgenommen
- 1997 bis 1998 – nicht qualifiziert
- 1999 – Zurückgezogen
- 2001 – nicht qualifiziert
- 2005 – Zurückgezogen
- 2007 – nicht teilgenommen
- 2008 – nicht qualifiziert
- 2010 – nicht teilgenommen
- 2012 bis 2017 – nicht qualifiziert

## Bekannte Spieler
- David Abdul, bis 2011 bei Sparta Rotterdam
- Reinhard Breinburg, bis 2010 FC Dordrecht
- Terence Groothusen, bis 2021 Alemannia Aachen

## Trainer
- René Notten (1995)
- Ángel Botta (1996)
- Marco Rasmijn (2000)
- Azing Griever (2004–2006)
- Marcelo Muñoz (2004–2010)
- Epi Albertus (2010–2012)
- Giovanni Franken (2013–2015)
- Rini Coolen (2015)
- Martin Koopman (2015–2020)
- Marvic Bermúdez (2020–2021)
- Stanley Menzo (2021–2022)
- Marvic Bermúdez (seit 2022)